# Dorothea Rüland
Dorothea Rüland geborene Zierep (* 15. April 1955 in Berlin) ist eine deutsche Wissenschaftsmanagerin und seit 2021 Generalsekretärin des Hamburg Institute for Advanced Study (HIAS). Davor war sie von 2010 bis 2021 Generalsekretärin des Deutschen Akademischen Austauschdienstes (DAAD).
Rüland absolvierte von 1974 bis 1978 ein Doppelstudium der Geschichte, Germanistik und Musikwissenschaft an der Albert-Ludwigs-Universität Freiburg und promovierte 1984 ebenda mit einem Stipendium der Studienstiftung des Deutschen Volkes über das Thema „Künstler und Gesellschaft. Zu den Libretti des jungen Richard Wagner“ bei Gerhard Kaiser mit der Note magna cum laude. Nach Stationen als Lektorin an Universitäten in England und Thailand übernahm sie 1991 die Leitung des DAAD-Referates für Großbritannien, Irland und die Nordischen Länder. Von 1994 bis 1999 leitete sie die Außenstelle des DAAD in Jakarta. 2000 kehrte sie als Gruppenleiterin für Asien, Australien, Neuseeland, Ozeanien, Nordafrika und Nahost in die DAAD-Zentrale zurück und übernahm ein Jahr später die Leitung der Programmabteilung Süd des DAAD. Von 2004 bis 2008 war Rüland Stellvertretende Generalsekretärin des DAAD und zugleich Leiterin der Grundsatzabteilung.
Nach einem zweijährigen Intermezzo als Direktorin des Centers for International Cooperation der Freien Universität Berlin wurde Rüland zum 1. Oktober 2010 als Nachfolgerin von Christian Bode zur Generalsekretärin des DAAD ernannt. Rüland ist Themenpatin der Themengruppe „Internationalisierung & Marketingstrategien“ beim 2014 vom Centrum für Hochschulentwicklung, Hochschulrektorenkonferenz und Stifterverband initiierten Hochschulforum Digitalisierung, welches vom Bundesministerium für Bildung und Forschung gefördert wird. Zum 1. August 2021 übernahm sie das Generalsekretariat des Hamburg Institute for Advanced Study (HIAS). Im März 2022 erhielt sie das Verdienstkreuz 1. Klasse der Bundesrepublik Deutschland.
Rüland ist mit dem Politologen Jürgen Rüland verheiratet und Mutter von vier Kindern.